# 両備運輸
両備運輸株式会社（りょうびうんゆ、英称：RYOBI TRANSPORTATION CO.,LTD）は、かつて岡山県を中心に、観光バス・タクシー・船舶・トラックなどの運送事業を行っていた両備グループの運輸会社である。当時は、両備バス（現在の両備ホールディングス）・岡山電気軌道とともに同グループの中核企業であった。
両備グループ内の経営効率化を図るため、2007年4月1日に両備バスと対等合併（法手続上は両備バスが存続会社）して新会社「両備ホールディングス」が設立され、両備運輸は解散した。両備ホールディングス発足後は、両備運輸のタクシー・バス部門は両備タクシーカンパニー、フェリー部門は両備フェリーカンパニー、運輸部門は両備トランスポートカンパニーと、それぞれ両備ホールディングスの社内カンパニーとして引き継がれた。

## 会社沿革
- 1928年（昭和3年）- 南備海運合資会社が創立。
- 1963年（昭和38年）10月 - 南備海運が両備グループ傘下入り[1]。
- 1969年（昭和44年）11月1日 - 南備海運と日の丸タクシーが合併し（南備海運が存続会社）、「両備運輸株式会社」設立[1]。
- 2007年（平成19年）4月1日 - 両備運輸と両備バスが対等合併し（法手続上両備バスが存続会社）、「両備ホールディングス株式会社」を設立[1]。両備運輸は解散した。

## 運輸
岡山県内を中心に全国に拠点を配置、国内では東京から九州までの間に自社の物流ネットワークを構築。
両備ホールディングス発足により社内カンパニー「両備トランスポートカンパニー」となる。なお、両備運輸時代の1999年7月に両備トランスポート岡山・両備トランスポート大阪を分社設立して以降分社化を実施したが、両備HD設立後の2014年10月、各分社子会社は1つに合併されて「両備トランスポート株式会社」となっている。
- 事業内容（会社概要による[4]）
  - 貨物船による海上貨物運送事業
  - トラックによる貨物運送事業
  - 倉庫事業
  - 港湾運送事業
  - 輸出入の通関業

## タクシー・バス
岡山市（中区藤原、北区今保）、倉敷市に営業所を置き、タクシーと貸切バスを運行していた。両備ホールディングス発足により社内カンパニー「両備タクシーカンパニー」となり、その後2020年3月1日付で両備グループの岡山交通と岡山両備タクシー（旧・岡山タクシー）の2社へ分割して事業譲渡された。

### 受託運行
- 386号ふれあいタクシー（会員制、デマンドタクシー） 
  - 国立病院 - 横井上 - 磯尾谷 - 堂屋敷 - 笠井山 - 畑鮎 - 高野尻
  - 法界院駅前 - 磯尾谷 - 堂屋敷 - 笠井山 - 畑鮎 - 高野尻

岡山市畑鮎地区において会員制のデマンド型乗合タクシー「386号ふれあいタクシー」の運行を受託していた。2006年5月24日運行開始。事前に畑鮎地区町内会に会員登録を行い、会員証の交付を受ける必要があった。利用の際は前日の17:00までに藤原営業所へ電話で申し込む。
法界院駅前発着便は、岡山電気軌道（岡電バス）が運行していたバス路線を「両備乗合タクシー」として同社が継承したもので、岡山市立牧石小学校・岡北中学校の児童・生徒の通学時間帯にあわせて運行されていたが2003年3月廃止。これを会員制デマンドタクシーとして復活したものであった。

## 旅客船

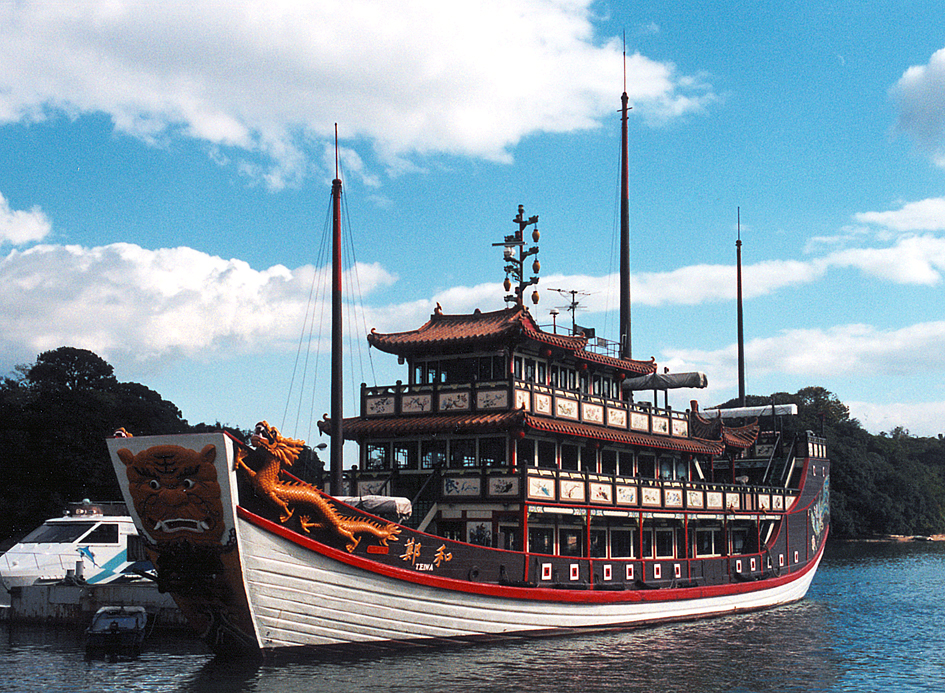
「明代宝船 鄭和」（土庄港にて）

岡山 - 小豆島間の定期航路のほか、瀬戸内の観光クルーズを運航。両備ホールディングス発足後、社内カンパニー「両備フェリーカンパニー」となった。その後2011年4月1日付で両備フェリー株式会社として分社、2020年4月1日に国際フェリーに吸収合併され国際両備フェリーとなっている。

### 航路
- 新岡山港〜土庄港（フェリー運航）
- 共同運航:四国フェリー（フェリー運航）
  - 岡山駅〜新岡山港間の両備バス（2010年10月1日からは岡電バス）をセットにした割引切符（かもめバスキップ）もある。

### 沿革
- 1928年（昭和3年）- 岡山県邑久郡牛窓町（現・瀬戸内市）に「南備海運合資会社」が創立。牛窓港を起点とし、岡山、小豆島、高松方面への海上旅客輸送を開始した。
- 1964年（昭和39年）- カーフェリー第1船「おりんぴあ」の運航を開始。起点を岡山港へ変更。
- 1972年（昭和47年）- 新幹線岡山開業に合わせ、新岡山港〜土庄港間に高速船の運航を開始。
- 1981年（昭和56年）- クイーンオリーブが就航。
- 1986年（昭和61年）7月 - 岡山県 江戸時代の御座船を模した観光船「備州」が就航。
- 1989年（平成元年）8月 - 明代の木造皇帝船を中国・福建省で復刻し建造した木造遊覧船「明代宝船 鄭和」が就航。
- 2005年（平成17年）6月10日 - 新造客船フェリー「おりんぴあ どりーむ」が就航。

## 関連会社
- 両備バス
- 東備バス
- 中国バス
- 岡山電気軌道
- 和歌山電鐵
- 岡山交通
- 岡山タクシー
- 岡山三菱ふそう自動車販売
- 両備エネシス[8]
- 国際両備フェリー
- 津エアポートライン